# Guido Adler
Guido Adler (Ivančice, 1855. november 1. – Bécs, 1941. február 15.) osztrák zenetörténész, író.

## Élete
Apja, Joachim Adler orvos volt, 1857-ben hunyt el tífuszban. A betegséget egyik betegétől kapta el, ezért feleségének, Franciska Adlernek meghagyta, hogy "soha ne hagyja, hogy akár egyik gyermekünk orvos legyen".
Adler a Bécsi Egyetemen, ezzel egy időben (1868-1874) a Bécsi Zeneakadémián tanult, ez utóbbiban fő tantárgya a zongora, a zeneelmélet és a kompozíció volt, tanárai Anton Bruckner és Otto Dessoff voltak. A konzervatóriumot 1874-ben végezte el. 1878-ban jogi, 1880-ban filozófiai doktorátust szerzett. Zenetörténeti disszertációjának címe Die Grundklassen der Christlich-Abendländischen Musik bis 1600. 
1883-ban a Bécsi Egyetemen zenetörténetet adott elő, ekkor írta meg Eine Studie zur Geschichte der Harmonie című munkáját, amely a Sitzungsberichte der Philosophisch-Historischen Klasse der Wiener Academie der Wissenschaften című sorozatban jelent meg. 1884-ben Friedrich Chrysander és Philipp Spitta közreműködésével megalapította a Vierteljahresschrift für Musikwissenschaft című zenetörténelmi szaklapot, amelynek első száma első cikkét ő írta meg Umfang, Methode und Ziel der Musikwissenschaft (1885). A cikkben a zenetudományt két alterületre, historische Musikwissenschaft-ra (történelmi zenetudomány) és systetematische Musikwissenschaft-ra (rendszerező zenetudomány) osztotta. Ez utóbbi magába foglalta a később önálló tudománnyá vált összehasonlító zenetudományt is. Noha ez a felosztás nem pontosan felel meg a mai gyakorlatnak, az európai zenetudomány nagyjából követi, az észak-amerikai gyakorlattal pedig jobbára azonos.
1885-ben az akkor alapított prágai Német Egyetem zenetörténeti és zeneelméleti professzora lett, 1898-ban visszatért Bécsbe, ahol a Bécsi Egyetemen Eduard Hanslick utóda lett. Tanítványai voltak többek közt Anton Webern és Karel Navrátil zeneszerzők is. 1886-ban jelent meg Die Wiederholung und Nachahmung in der Mehrstimmigkeit, 1888-ban Ein Satz eines Unbekannten Beethovenischen Klavierkoncerts című munkája. 1892 és 1893 közt szerkesztette a III. Ferdinánd, I. Lipót és I. József zenei munkáit tartalmazó köteteket. 1894 és 1938 közt a Denkmäler der Tonkunst in Österreich című lap szerkesztője volt; a folyóirat mindmáig a zenetörténet egyik legfontosabb forrása. Adler volt az első zenetörténész, aki kutatásai során erőteljesen hangsúlyozta a stíluskritikát, ez leginkább az általa 1924-től szerkesztett Handbuch der Musikgeschichte című kiadványban figyelhető meg.
Az 1938-as Anschluss után kénytelen volt lemondani a Denkmäler der Tonkunst in Österreich szerkesztői tisztéről. Halálát követően könyvtárát lányától, Melanie Karoline Adlertől elvették, s beolvasztották a Bécsi Egyetem könyvtárába. A második világháború végén a könyvtár nagy részét visszaadták a fiának. Az anyag legnagyobb része ma a Georgia Egyetemen található az Amerikai Egyesült Államokban, néhány fontos kötet a Harvard Egyetem gyűjteményébe került.

## Fordítás
- Ez a szócikk részben vagy egészben  a   Guido Adler című angol Wikipédia-szócikk ezen változatának fordításán alapul.  Az eredeti cikk szerkesztőit annak laptörténete sorolja fel. Ez a jelzés csupán a megfogalmazás eredetét és a szerzői jogokat jelzi, nem szolgál a cikkben szereplő információk forrásmegjelöléseként.